# Roompot-Charles
El Roompot-Charles (código UCI: ROC) fue un equipo ciclista neerlandés de categoría Profesional Continental que debutó en la temporada 2015.
En agosto de 2014, Orange Cycling anuncio el patrocinio por parte de Roompot Vakanties que es un proveedor líder de casas de vacaciones en 200 puntos, tanto en la costa como en el campo, especialmente en los Países Bajos y Alemania. El acuerdo fue por dos temporadas y el equipo tiene una plantilla 100% neerlandesa.
En octubre de 2019 anunció su desaparición tras no encontrar un patrocinador que garantizara la viabilidad del proyecto.

## Material ciclista
- Bicicletas de competición del fabricante Factor. Arteriormente utilizó de la marca Isaac

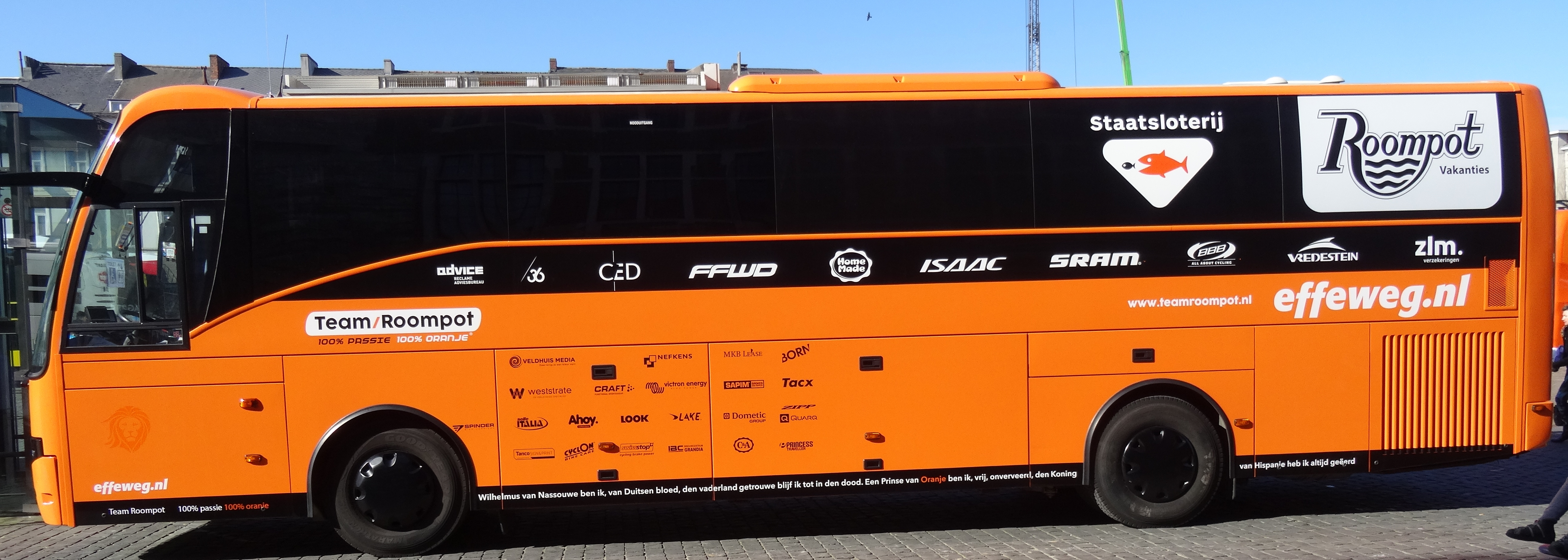
Autobús del equipo

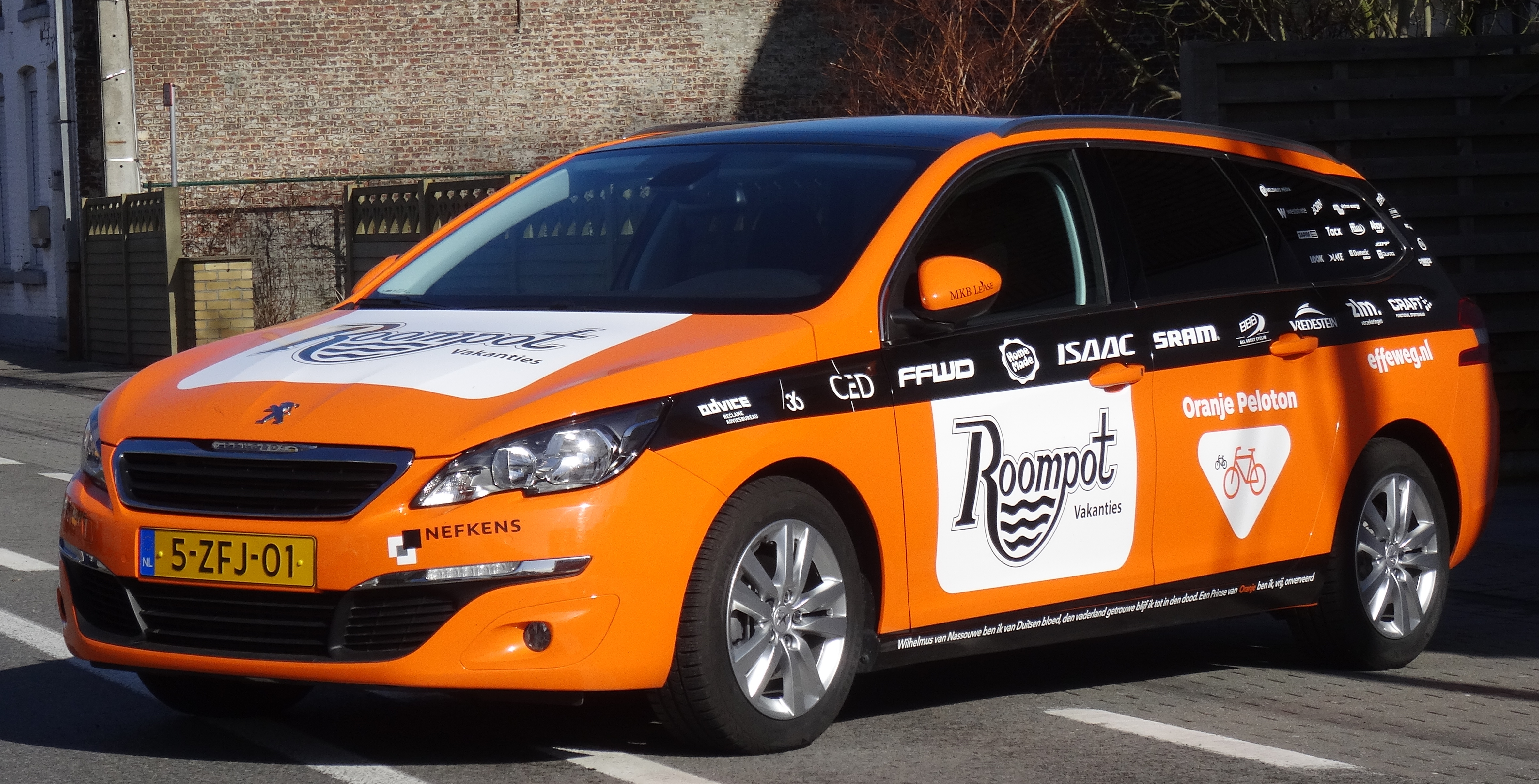
Vehículo del equipo.

- Coches: Peugeot.

## Clasificaciones UCI
El equipo participa en los Circuitos Continentales UCI, principalmente en el europeo. Las clasificaciones del equipo y de su ciclista más destacado son las siguientes:
| Año                 | Clasificación por equipos | Mejor corredor en la clasificación individual | Posición |
| 2015 (Europe Tour)  | 14.º                      | Dylan Groenewegen                             | 29.º     |
| 2015 (America Tour) | 54.º                      | Tim Kerkhof                                   | 396.º    |
| 2016 (Europe Tour)  | 11.º                      | Maurits Lammertink                            | 58.º     |
| 2016 (Asia Tour)    | 88.º                      | Pieter Weening                                | 509.º    |
| 2017 (Europe Tour)  | 7.º                       | Coen Vermeltfoort                             | 26.º     |
| 2017 (Oceania Tour) | 17.º                      | Martijn Tusveld                               | 72.º     |
| 2018 (Asia Tour)    | 92.º                      | Floris Gerts                                  | 514.º    |
| 2018 (Europe Tour)  | 5.º                       | Taco van der Hoorn                            | 48.º     |
| 2018 (Oceania Tour) | 17.º                      | Jeroen Meijers                                | 86.º     |
| 2019 (Europe Tour)  | 12.º                      | Boy van Poppel                                | 179.º    |

## Palmarés
Para años anteriores, véase Palmarés del Roompot-Charles

### Palmarés 2019

#### UCI WorldTour
| Fechas | Carreras | Ganador |

#### Circuitos Continentales UCI
| Fechas      | Circuito             | Carreras                         | Ganador              |
| 2 de mayo   | UCI Europe Tour 2019 | 1.ª etapa del Tour de Yorkshire  | Jesper Asselman      |
| 7 de junio  | UCI Europe Tour 2019 | 2.ª etapa del Tour de Luxemburgo | Pieter Weening       |
| 12 de junio | UCI Europe Tour 2019 | 1.ª etapa de la Vuelta a Bélgica | Jan-Willem van Schip |

## Plantilla
Para años anteriores, véase Plantillas del Roompot-Charles

### Plantilla 2019
| Nombre               | Nacimiento | Nacionalidad | Equipo 2018                 |
| Jesper Asselman      | 12/03/1990 | Países Bajos | Roompot-Nederlandse Loterij |
| Lars Boom            | 30/12/1985 | Países Bajos | Team LottoNL-Jumbo          |
| Sean De Bie          | 03/10/1991 | Bélgica      | Vérandas Willems-Crelan     |
| Mathias De Witte     | 29/03/1993 | Bélgica      | Vérandas Willems-Crelan     |
| Huub Duijn           | 01/09/1984 | Países Bajos | Vérandas Willems-Crelan     |
| Maurits Lammertink   | 31/08/1990 | Países Bajos | Team Katusha-Alpecin        |
| Senne Leysen         | 18/03/1996 | Bélgica      | Vérandas Willems-Crelan     |
| Arjen Livyns         | 01/09/1994 | Bélgica      | Vérandas Willems-Crelan     |
| Elmar Reinders       | 14/03/1992 | Países Bajos | Roompot-Nederlandse Loterij |
| Oscar Riesebeek      | 23/12/1992 | Países Bajos | Roompot-Nederlandse Loterij |
| Stijn Steels         | 21/08/1989 | Bélgica      | Vérandas Willems-Crelan     |
| Justin Timmermans    | 25/09/1996 | Países Bajos | Delta Cycling Rotterdam     |
| Nick van der Lijke   | 23/09/1991 | Países Bajos | Roompot-Nederlandse Loterij |
| Sjoerd van Ginneken  | 06/11/1992 | Países Bajos | Roompot-Nederlandse Loterij |
| Boy van Poppel       | 18/01/1988 | Países Bajos | Trek-Segafredo              |
| Jan-Willem van Schip | 20/08/1994 | Países Bajos | Roompot-Nederlandse Loterij |
| Michael Van Staeyen  | 13/08/1988 | Bélgica      | Cofidis, Solutions Crédits  |
| Pieter Weening       | 05/04/1981 | Países Bajos | Roompot-Nederlandse Loterij |